# Tomáš Hájek
Tomáš Hájek (* 6. ledna 1964 Krnov) je český publicista, prozaik, básník a dramatik, věnuje se také etice.

## Život
V letech 1978–1982 vystudoval gymnázium, po kterém pokračoval na Lékařské fakultě Univerzity Karlovy (1982–1988) a na Filozofické fakultě UK (1988–1991). Později (1996) získal též doktorát ze systematické filosofie. Mezi lety 1994–1996 krátce přednášel filosofii a bioetiku na 1. lékařské fakultě UK. V letech 1996–1997 byl komentátorem Lidových novin a 1995–2001 byl externím komentátorem rádia Svobodná Evropa. Od roku 1998 do roku 2005 působil na Ministerstvu životního prostředí ČR;  v letech 2000–2003 jako vedoucí samostatného oddělení ekologie urbanizovaných prostorů a cestovního ruchu, v letech 2004–2005 jako poradce ministra  pro  otázky životního prostředí a kulturního dědictví. V roce 2003 byl jmenován členem České komise pro UNESCO v kategorii ad personam. V roce 2006 působil krátce jako generální ředitel Národního památkového ústavu.
V letech 2009–2011 působil jako předseda ústřední odborné kulturní komise České strany sociálně demokratické. V oblasti divadla spolupracoval na udílení Ceny Alfréda Radoka (2009–2013) a jako člen poroty přehlídek mimopražských profesionálních divadel České divadlo (2006–2013).